# Kadua knudsenii
Kadua knudsenii ist eine Pflanzenart aus der Gattung Kadua in der Familie der Rötegewächse (Rubiaceae). Sie kommt endemisch auf Hawaii vor.

## Beschreibung

### Vegetative Merkmale
Kadua knudsenii wächst als kletternder oder herab hängender Strauch, dessen Stämme Längen von 0,1 bis 0,4 Meter erreichen. Die Internodien weisen eine scharfe Längsfurche auf.
Die gegenständig an den Zweigen angeordneten Laubblätter sind in einen Blattstiel und eine Blattspreite gegliedert. Der Blattstiel ist 0,4 bis 0,7 Zentimeter lang. Die einfache, papierartige Blattspreite ist bei einer Länge von 6 bis 10 Zentimetern sowie einer Breite von 2,5 bis 7 Zentimetern von breit eiförmig über elliptisch bis breit elliptisch, seltener auch breit eiförmig-herzförmig geformt. Die Oberseite der Blattspreite ist kahl, während die Unterseite vor allem entlang der Blattadern spärlich behaart ist. Die Spreitenbasis läuft keilförmig oder abgerundet, gelegentlich auch herzförmig zu, die Spreitenspitze ist zugespitzt zulaufend oder geschwänzt und der Spreitenrand ist ganzrandig. Von jeder Seite der Blattmittelader zweigen mehrere Paare an Seitenadern ab und die Blattadern höherer Ordnung bilden ein auffälliges, netzartiges Muster. Die Nebenblätter ähneln den Laubblättern, sind mit der Basis des Blattstieles verwachsen und bilden dadurch eine stachelspitzige und stark gekielte Blattscheide. Die dreieckige Blattscheide ist 0,3 bis 0,4 Zentimeter lang und weist eine 0,06 bis 0,15 Zentimeter lange Stachelspitze auf.

### Generative Merkmale
Die rispenartigen, zymösen Blütenstände sind endständig und stehen an einem Blütenstandsstiel. Die Blütenstände sind spärlich bis mäßig dicht behaart. Die Blütenstände enthalten mehrere gestielte Einzelblüten. Die kahlen oder spärlich behaarten Blütenstiele können zwischen rund 0,1 und 0,2 Zentimeter lang sein.
Die vierzähligen Blüten sind radiärsymmetrisch. Der krugartig-kreiselförmige Blütenbecher ist spärlich behaart und wird 0,1 bis 0,12 Zentimeter lang. Die Kelchblätter sind miteinander zu einer Kelchröhre verwachsen. Die Kelchlappen sind bei einer Länge von rund  0,1 Zentimetern länglich geformt und haben eine stumpfe Spitze. Die fleischigen, grünen Kronblätter sind stieltellerförmig miteinander verwachsen. Die rötlich-violette Kronröhre erreicht eine Länge von 0,7 bis 0,9 Zentimeter und hat einen quadratischen Querschnitt. Die vier Kronlappen erreichen Längen von 0,3 bis 0,5 Zentimetern und haben eine bis zu 0,15 Zentimeter langes, linealisch geformtes Anhängsel. Der zweifach gelappte Griffel ist im unteren Teil dicht behaart.
Die Kapselfrüchte sind bei einer Länge von 0,28 bis 0,33 Zentimeter und einer Dicke von 0,35 bis 0,4 Zentimeter annähernd kugelig geformt. Das Endokarp ist verholzt. Jede der Früchte enthält mehrere dunkelbraune Samen. Sie sind unregelmäßig keilförmig oder annähernd schildförmig geformt und die Samenschale hat eine fein warzige und narbige Oberfläche.

## Vorkommen
Das natürliche Verbreitungsgebiet von Kadua knudsenii liegt auf der zu Hawaii gehörenden Insel Kauaʻi.

## Taxonomie
Die Erstbeschreibung als Kadua knudsenii erfolgte 1888 durch Wilhelm Hillebrand in Flora of the Hawaiian Islands.